# Дьялло, Мамаду (сенегальский футболист)
Мамаду́ Дьялло́ (фр. Mamadou Diallo; род. 28 августа 1971 года в Дакаре) — сенегальский футболист.

## Клубная карьера

### Европа
Дьялло начал свою профессиональную карьеру в 1992 году, после того, как подписал контракт с «Сотрой». Он прибыл в Европу в 1995 году, после того, как «Кавкаб» отдал его в аренду в швейцарский «Санкт-Галлен». После всего лишь одного сезона в Турции, где он играл за «Зейтинбурнуспор», он перешёл в норвежский «Лиллестрём», где оставался в течение двух лет. В 1999 году он перешёл в «Дуйсбург», но менее чем через год вернулся в Норвегию, чтобы надеть форму «Волеренги», где хорошо проявил себя, забив пять голов в восьми матчах.

### MLS
В 2000 году Дьялло был подписан клубом MLS, «Тампа-Бэй Мьютини». «Дьялло» хорошо отыграл свой первый сезон в MLS, органично сыгравшись с полузащитником Карлосом Вальдеррамой. Дьялло забил 26 голов, став лучшим бомбардиром сезона и вторым после Роя Ласситера с 27 голами в 1996 году, он был включён в символическую сборную MLS.
Однако Дьялло также помнят за инцидент 16 августа 2000 года в игре против «МетроСтарз», где он столкнулся и наступил на вратаря соперника, Майка Амманна. Дьялло сломал ему рёбра, проколол лёгкие, и тот пропустил остаток сезона. В то время как арбитр трактовал столкновение как непреднамеренный контакт (Дьялло даже не получил жёлтой карточки), некоторые, в том числе сам Амманн, считают, что контакт был умышленным.
В 2001 году после ухода Вальдеррамы в середине сезона результативность Дьялло упала, он забил девять голов. «Мьютини» был расформирован по окончании сезона, и Дьялло был взят в «Нью-Инглэнд Революшн» в рамках проекта распределения игроков расформированных клубов MLS. Он провёл только семь игр в «Революшн» и 24 мая был продан в «МетроСтарз» в рамках трансфера, задействовавшего шесть игроков обоих клубов. Он сделал покер в своём втором матче с командой против «Лос-Анджелес Гэлакси», но в дальнейшем он забивал реже и «МетроСтарз» пропустили плей-офф.

### Поздняя карьера
7 октября 2002 года Дьялло был продан в саудовский клуб «Аль-Ахли Джидда», но был уволен в ноябре, не сумев произвести впечатление. Далее он играл в составе бывшего победителя Кубка УЕФА, шведского «Гётеборга», клуба из Малайзии «Паханг», «Джомо Космос» из ЮАР, Дьялло завершил карьеру с командой из Мали, «Джолиба».

## Карьера в сборной
Дьялло сыграл 46 матчей за сборную Сенегала, забив 21 гол, он представлял свою страну на Кубке африканских наций 1994 года. Он играл за сборную Сенегала по пляжному футболу на чемпионате мира 2007, Дьялло забил один гол (в ворота Уругвая) и получил одну красную карточку.